# Liga Campionilor EHF Feminin 2019-2020 - grupele principale
Acest articol descrie al doilea tur al Ligii Campionilor EHF Feminin 2019-2020, care s-a desfășurat între 24 ianuarie și 8 martie 2020. 12 echipe au concurat pentru cele 8 locuri din fazele eliminatorii.

## Echipe calificate
Tabelul de mai jos precizează locurile în grupele preliminare de pe care echipele s-au calificat în grupele principale: 
| Grupa | Câștigătoare      | Locul 2             | Locul 3            |
| ----- | ----------------- | ------------------- | ------------------ |
| A     | Metz Handball     | Vipers Kristiansand | Ferencvárosi TC    |
| B     | Rostov-Don        | Team Esbjerg        | CSM București      |
| C     | Brest Bretagne HB | ŽRK Budućnost       | SCM Râmnicu Vâlcea |
| D     | Győri Audi ETO KC | RK Krim             | IK Sävehof         |

## Format
În această fază au avansat primele trei echipe din fiecare grupă preliminară. Fiecare echipă și-a păstrat punctele și golaverajul obținute în meciurile directe contra celorlalte echipe calificate din grupă.
În cele două grupe principale echipele au jucat una împotriva celeilalte după sistemul fiecare cu fiecare, în meciuri tur și retur împotriva echipelor cu care nu s-au întâlnit încă. Echipele clasate pe primele patru locuri la sfârșitul acestei faze au avansat în sferturile de finală.

## Departajare
Similar cu faza grupelor, echipele s-au clasat în conformitate cu punctele acumulate (2 puncte pentru victorie, 1 punct pentru egal, 0 puncte pentru înfrângere). Dacă două sau mai multe echipe au acumulat același număr de puncte la finalul fazei grupelor, ele au fost departajate după cum urmează:
1. După punctele obținute în meciurile directe dintre echipele aflate la egalitate;
2. După golaverajul obținut în meciurile directe dintre echipele aflate la egalitate;
3. După numărul de goluri înscrise în meciurile directe dintre echipele aflate la egalitate (sau după numărul de goluri înscrise în deplasare, în caz de egalitate);
4. După golaverajul obținut în urma tuturor meciurilor din grupă;
5. După numărul de goluri înscrise în toate meciurile din grupă;

După determinarea locului uneia dintre echipele aflate la egalitate, criteriile de mai sus au fost folosite consecutiv până când au fost determinate locurile tuturor echipelor implicate. Dacă și după folosirea criteriilor de departajare de mai sus ar fi existat echipe care ar fi rămas la egalitate, EHF ar fi decis clasamentul printr-o tragere la sorți. Nu a fost nevoie însă de acest lucru.
În timpul fazei grupelor principale, doar criteriile 4–5 s-au aplicat pentru determinarea clasamentului provizoriu.

## Partidele
Partidele s-au desfășurat între 24–26 ianuarie, 31 ianuarie–2 februarie, 7–9 februarie, 21–23 februarie, 28 februarie–1 martie și 6–8 martie 2020.

## Grupele

### Grupa 1
| Echipa              | M  | V | E | Î | GM  | GP  | G   | Pct |
| ------------------- | -- | - | - | - | --- | --- | --- | --- |
| Metz Handball       | 10 | 5 | 3 | 2 | 289 | 270 | +19 | 13  |
| Team Esbjerg        | 10 | 6 | 1 | 3 | 289 | 279 | +10 | 13  |
| Rostov-Don          | 10 | 6 | 1 | 3 | 279 | 266 | +13 | 13  |
| CSM București       | 10 | 5 | 1 | 4 | 251 | 250 | +1  | 11  |
| Ferencvárosi TC     | 10 | 2 | 1 | 7 | 270 | 291 | −21 | 5   |
| Vipers Kristiansand | 10 | 2 | 1 | 7 | 281 | 303 | −22 | 5   |

| 25 ianuarie 2020 15:15 | Vipers Kristiansand | 31 − 35 | Team Esbjerg | Aquarama Kristiansand, Kristiansand Asistență: 1.812 Arbitri: Andorka, Hucker |
| 25 ianuarie 2020 15:15 | Tomac 8             | (15−16) | Breistøl 8   | Aquarama Kristiansand, Kristiansand Asistență: 1.812 Arbitri: Andorka, Hucker |
| 25 ianuarie 2020 15:15 | 2×                  | Raport  | 2×           | Aquarama Kristiansand, Kristiansand Asistență: 1.812 Arbitri: Andorka, Hucker |

| 25 ianuarie 2020 16:00 | Metz Handball    | 23 − 20 | Rostov-Don   | Palais omnisport Les Arènes, Metz Asistență: 3.941 Arbitri: Monitillo, Simone |
| 25 ianuarie 2020 16:00 | Flippes, Zaadi 5 | (11−11) | Managarova 6 | Palais omnisport Les Arènes, Metz Asistență: 3.941 Arbitri: Monitillo, Simone |
| 25 ianuarie 2020 16:00 | 4× 1×            | Raport  | 5× 3×        | Palais omnisport Les Arènes, Metz Asistență: 3.941 Arbitri: Monitillo, Simone |

| 25 ianuarie 2020 17:00 | FTC-Rail Cargo Hungaria | 33 − 23 | CSM București | Érd Aréna, Érd Asistență: 2.200 Arbitri: Mata, López |
| 25 ianuarie 2020 17:00 | Schatzl 8               | (19−10) | Neagu 7       | Érd Aréna, Érd Asistență: 2.200 Arbitri: Mata, López |
| 25 ianuarie 2020 17:00 | 3× 1×                   | Raport  | 3× 1×         | Érd Aréna, Érd Asistență: 2.200 Arbitri: Mata, López |

| 1 februarie 2020 15:00 | Rostov-Don            | 33 − 26 | Vipers Kristiansand | Palatul Sporturilor, Rostov-pe-Don Asistență: 2.900 Arbitri: Năstase, Stancu |
| 1 februarie 2020 15:00 | Frolova, Managarova 7 | (19−15) | Reistad 8           | Palatul Sporturilor, Rostov-pe-Don Asistență: 2.900 Arbitri: Năstase, Stancu |
| 1 februarie 2020 15:00 | 4× 2×                 | Raport  | 2× 3×               | Palatul Sporturilor, Rostov-pe-Don Asistență: 2.900 Arbitri: Năstase, Stancu |

| 2 februarie 2020 15:30 | CSM București | 32 − 27 | Metz Handball | Sala Polivalentă, București Asistență: 2.070 Arbitri: Mitrović, Kažanegra |
| 2 februarie 2020 15:30 | Neagu 14      | (16−14) | Sajka 7       | Sala Polivalentă, București Asistență: 2.070 Arbitri: Mitrović, Kažanegra |
| 2 februarie 2020 15:30 | 4×            | Raport  | 4× 1×         | Sala Polivalentă, București Asistență: 2.070 Arbitri: Mitrović, Kažanegra |

| 2 februarie 2020 17:50 | Team Esbjerg | 29 − 27 | FTC-Rail Cargo Hungaria | Blue Water Dokken, Esbjerg Asistență: 2.102 Arbitri: Antić, Jakovljević |
| 2 februarie 2020 17:50 | Polman 8     | (13−13) | Lukács 6                | Blue Water Dokken, Esbjerg Asistență: 2.102 Arbitri: Antić, Jakovljević |
| 2 februarie 2020 17:50 | 2× 1×        | Raport  | 3× 1×                   | Blue Water Dokken, Esbjerg Asistență: 2.102 Arbitri: Antić, Jakovljević |

| 8 februarie 2020 20:00 | Vipers Kristiansand | 23 − 25 | CSM București | Aquarama Kristiansand, Kristiansand Asistență: 1.830 Arbitri: Opava, Valek |
| 8 februarie 2020 20:00 | Aune, Tomac 6       | (12−11) | Neagu 14      | Aquarama Kristiansand, Kristiansand Asistență: 1.830 Arbitri: Opava, Valek |
| 8 februarie 2020 20:00 | 3×                  | Raport  | 5× 3×         | Aquarama Kristiansand, Kristiansand Asistență: 1.830 Arbitri: Opava, Valek |

| 8 februarie 2020 21:00 | FTC-Rail Cargo Hungaria | 31 − 35 | Rostov-Don              | Érd Aréna, Érd Asistență: 2.200 Arbitri: Freitas, Carvalho |
| 8 februarie 2020 21:00 | Klujber 9               | (14−19) | Managarova, Viahireva 9 | Érd Aréna, Érd Asistență: 2.200 Arbitri: Freitas, Carvalho |
| 8 februarie 2020 21:00 | 4× 2×                   | Raport  | 3× 1×                   | Érd Aréna, Érd Asistență: 2.200 Arbitri: Freitas, Carvalho |

| 9 februarie 2020 16:00 | Metz Handball    | 31 − 31 | Team Esbjerg | Palais omnisport Les Arènes, Metz Asistență: 4.122 Arbitri: Bethmann, Tzaferopoulos |
| 9 februarie 2020 16:00 | Flippes, Kanor 5 | (15−15) | Polman 9     | Palais omnisport Les Arènes, Metz Asistență: 4.122 Arbitri: Bethmann, Tzaferopoulos |
| 9 februarie 2020 16:00 | 2×               | Raport  | 5× 4×        | Palais omnisport Les Arènes, Metz Asistență: 4.122 Arbitri: Bethmann, Tzaferopoulos |

| 21 februarie 2020 18:30 | CSM București | 27 − 24 | FTC-Rail Cargo Hungaria | Sala Polivalentă, București Asistență: 2.070 Arbitri: Novikov, Rojkov |
| 21 februarie 2020 18:30 | Neagu 8       | (16−13) | Lukács 7                | Sala Polivalentă, București Asistență: 2.070 Arbitri: Novikov, Rojkov |
| 21 februarie 2020 18:30 | 4× 1×         | Raport  | 3×                      | Sala Polivalentă, București Asistență: 2.070 Arbitri: Novikov, Rojkov |

| 22 februarie 2020 15:00 | Rostov-Don   | 24 − 29 | Metz Handball    | Palatul Sporturilor, Rostov-pe-Don Asistență: 3.417 Arbitri: Bennani, Bennani |
| 22 februarie 2020 15:00 | Managarova 4 | (11−11) | trei jucătoare 5 | Palatul Sporturilor, Rostov-pe-Don Asistență: 3.417 Arbitri: Bennani, Bennani |
| 22 februarie 2020 15:00 | 3×           | Raport  | 4× 2× 1×         | Palatul Sporturilor, Rostov-pe-Don Asistență: 3.417 Arbitri: Bennani, Bennani |

| 23 februarie 2020 17:50 | Team Esbjerg       | 35 − 30 | Vipers Kristiansand | Blue Water Dokken, Esbjerg Asistență: 2.412 Arbitri: Panayides, Andreou |
| 23 februarie 2020 17:50 | Breistøl, Polman 8 | (15−16) | Tomac 10            | Blue Water Dokken, Esbjerg Asistență: 2.412 Arbitri: Panayides, Andreou |
| 23 februarie 2020 17:50 | 2×                 | Raport  | 3×                  | Blue Water Dokken, Esbjerg Asistență: 2.412 Arbitri: Panayides, Andreou |

| 29 februarie 2020 20:15 | Vipers Kristiansand | 29 − 32 | Rostov-Don   | Aquarama Kristiansand, Kristiansand Asistență: 1.452 Arbitri: García, Marín |
| 29 februarie 2020 20:15 | Reistad 9           | (16−15) | Viahireva 10 | Aquarama Kristiansand, Kristiansand Asistență: 1.452 Arbitri: García, Marín |
| 29 februarie 2020 20:15 | 4× 2×               | Raport  | 4× 2×        | Aquarama Kristiansand, Kristiansand Asistență: 1.452 Arbitri: García, Marín |

| 1 martie 2020 16:00 | FTC-Rail Cargo Hungaria | 26 − 25 | Team Esbjerg | Érd Aréna, Érd Asistență: 2.000 Arbitri: Hatipoğlu, Şimşek |
| 1 martie 2020 16:00 | Klujber 12              | (13−15) | Polman 10    | Érd Aréna, Érd Asistență: 2.000 Arbitri: Hatipoğlu, Şimşek |
| 1 martie 2020 16:00 | 4× 1×                   | Raport  | 2× 3×        | Érd Aréna, Érd Asistență: 2.000 Arbitri: Hatipoğlu, Şimşek |

| 1 martie 2020 16:00 | Metz Handball | 28 − 26 | CSM București | Palais omnisport Les Arènes, Metz Asistență: 4.000 Arbitri: Sa, Sa |
| 1 martie 2020 16:00 | Zaadi 6       | (14−13) | Lekić 5       | Palais omnisport Les Arènes, Metz Asistență: 4.000 Arbitri: Sa, Sa |
| 1 martie 2020 16:00 | 2× 3×         | Raport  | 4× 2×         | Palais omnisport Les Arènes, Metz Asistență: 4.000 Arbitri: Sa, Sa |

| 7 martie 2020 15:00 | Rostov-Don       | 29 − 26 | FTC-Rail Cargo Hungaria | Palatul Sporturilor, Rostov-pe-Don Asistență: 2.971 Arbitri: Jerlecki, Łabuń |
| 7 martie 2020 15:00 | Sen, Viahireva 6 | (17−9)  | Klujber 9               | Palatul Sporturilor, Rostov-pe-Don Asistență: 2.971 Arbitri: Jerlecki, Łabuń |
| 7 martie 2020 15:00 | 5× 2×            | Raport  | 4× 1×                   | Palatul Sporturilor, Rostov-pe-Don Asistență: 2.971 Arbitri: Jerlecki, Łabuń |

| 7 martie 2020 19:00 | CSM București | 28 − 22 | Vipers Kristiansand | Sala Polivalentă, București Asistență: 2.070 Arbitri: Lončar, Lončar |
| 7 martie 2020 19:00 | Neagu 10      | (12−11) | trei jucătoare 4    | Sala Polivalentă, București Asistență: 2.070 Arbitri: Lončar, Lončar |
| 7 martie 2020 19:00 | 3× 1×         | Raport  | 3× 2×               | Sala Polivalentă, București Asistență: 2.070 Arbitri: Lončar, Lončar |

| 8 martie 2020 17:50 | Team Esbjerg | 30 − 29 | Metz Handball    | Blue Water Dokken, Esbjerg Asistență: 0 (din motive de carantină) Arbitri: Kuttler, Merz |
| 8 martie 2020 17:50 | Jacobsen 11  | (14−19) | trei jucătoare 4 | Blue Water Dokken, Esbjerg Asistență: 0 (din motive de carantină) Arbitri: Kuttler, Merz |
| 8 martie 2020 17:50 | 2×           | Raport  | 2×               | Blue Water Dokken, Esbjerg Asistență: 0 (din motive de carantină) Arbitri: Kuttler, Merz |

### Grupa a 2-a
| Echipa             | M  | V | E | Î | GM  | GP  | G   | Pct |
| ------------------ | -- | - | - | - | --- | --- | --- | --- |
| Győri Audi ETO KC  | 10 | 9 | 1 | 0 | 309 | 252 | +57 | 19  |
| Brest Bretagne HB  | 10 | 8 | 1 | 1 | 311 | 253 | +58 | 17  |
| ŽRK Budućnost      | 10 | 5 | 0 | 5 | 271 | 266 | +5  | 10  |
| SCM Râmnicu Vâlcea | 10 | 3 | 1 | 6 | 245 | 252 | −7  | 7   |
| RK Krim            | 10 | 2 | 1 | 7 | 250 | 291 | −41 | 5   |
| IK Sävehof         | 10 | 1 | 0 | 9 | 224 | 296 | −72 | 2   |

| 25 ianuarie 2020 15:00 | SCM Râmnicu Vâlcea | 31 − 16 | RK Krim     | Sala Sporturilor „Traian”, Râmnicu Vâlcea Asistență: 2.239 Arbitri: Horváth, Marton |
| 25 ianuarie 2020 15:00 | Glibko 9           | (14−8)  | Van Kreij 5 | Sala Sporturilor „Traian”, Râmnicu Vâlcea Asistență: 2.239 Arbitri: Horváth, Marton |
| 25 ianuarie 2020 15:00 | 3× 2×              | Raport  | 2× 1×       | Sala Sporturilor „Traian”, Râmnicu Vâlcea Asistență: 2.239 Arbitri: Horváth, Marton |

| 25 ianuarie 2020 20:00 | ŽRK Budućnost | 30 − 25 | IK Sävehof | Centrul Sportiv Morača, Podgorica Asistență: 1.985 Arbitri: Covalciuc, Covalciuc |
| 25 ianuarie 2020 20:00 | Radičević 10  | (18−14) | Staxen 7   | Centrul Sportiv Morača, Podgorica Asistență: 1.985 Arbitri: Covalciuc, Covalciuc |
| 25 ianuarie 2020 20:00 | 3× 1×         | Raport  | 2× 1×      | Centrul Sportiv Morača, Podgorica Asistență: 1.985 Arbitri: Covalciuc, Covalciuc |

| 26 ianuarie 2020 20:00 | Győri Audi ETO KC    | 27 − 27 | Brest Bretagne HB | Audi Aréna, Győr Asistență: 5.194 Arbitri: Sa, Sa |
| 26 ianuarie 2020 20:00 | Fodor, Kristiansen 5 | (15−17) | Gros 6            | Audi Aréna, Győr Asistență: 5.194 Arbitri: Sa, Sa |
| 26 ianuarie 2020 20:00 | 1× 3×                | Raport  | 3× 2×             | Audi Aréna, Győr Asistență: 5.194 Arbitri: Sa, Sa |

| 1 februarie 2020 18:00 | Győri Audi ETO KC | 26 − 24 | ŽRK Budućnost | Audi Aréna, Győr Asistență: 5.437 Arbitri: Mandák, Rudinský |
| 1 februarie 2020 18:00 | Kurtović 7        | (15−12) | Radičević 10  | Audi Aréna, Győr Asistență: 5.437 Arbitri: Mandák, Rudinský |
| 1 februarie 2020 18:00 | 3×                | Raport  | 2×            | Audi Aréna, Győr Asistență: 5.437 Arbitri: Mandák, Rudinský |

| 2 februarie 2020 18:00 | RK Krim   | 25 − 29 | Brest Bretagne HB | Športni park Kodeljevo, Ljubljana Asistență: 1.200 Arbitri: Balvan, Praštalo |
| 2 februarie 2020 18:00 | Varagić 5 | (12−16) | Gros 10           | Športni park Kodeljevo, Ljubljana Asistență: 1.200 Arbitri: Balvan, Praštalo |
| 2 februarie 2020 18:00 | 1×        | Raport  | 1×                | Športni park Kodeljevo, Ljubljana Asistență: 1.200 Arbitri: Balvan, Praštalo |

| 2 februarie 2020 18:00 | IK Sävehof        | 17 − 23 | SCM Râmnicu Vâlcea | Partille Arena, Partille Asistență: 807 Arbitri: Gasmi, Gasmi |
| 2 februarie 2020 18:00 | Dano, Mortensen 4 | (7−15)  | Liščević 6         | Partille Arena, Partille Asistență: 807 Arbitri: Gasmi, Gasmi |
| 2 februarie 2020 18:00 | 2×                | Raport  | 3× 1×              | Partille Arena, Partille Asistență: 807 Arbitri: Gasmi, Gasmi |

| 8 februarie 2020 15:00 | SCM Râmnicu Vâlcea | 20 − 29 | Győri Audi ETO KC | Sala Sporturilor „Traian”, Râmnicu Vâlcea Asistență: 2.239 Arbitri: Maike, Merz |
| 8 februarie 2020 15:00 | Elghaoui 7         | (6−10)  | Kristiansen 8     | Sala Sporturilor „Traian”, Râmnicu Vâlcea Asistență: 2.239 Arbitri: Maike, Merz |
| 8 februarie 2020 15:00 | 7× 2×              | Raport  | 2× 1×             | Sala Sporturilor „Traian”, Râmnicu Vâlcea Asistență: 2.239 Arbitri: Maike, Merz |

| 8 februarie 2020 20:00 | ŽRK Budućnost | 30 − 28 | RK Krim              | Centrul Sportiv Morača, Podgorica Asistență: 2.200 Arbitri: Alpaidze, Berezkina |
| 8 februarie 2020 20:00 | Radičević 10  | (17−12) | Klemenčič, Varagić 6 | Centrul Sportiv Morača, Podgorica Asistență: 2.200 Arbitri: Alpaidze, Berezkina |
| 8 februarie 2020 20:00 | 4× 1×         | Raport  | 4× 1×                | Centrul Sportiv Morača, Podgorica Asistență: 2.200 Arbitri: Alpaidze, Berezkina |

| 9 februarie 2020 20:00 | Brest Bretagne HB | 31 − 22 | IK Sävehof | Brest Arena, Brest Asistență: 4.077 Arbitri: Doicinov, Gorețov |
| 9 februarie 2020 20:00 | Pop-Lazić 7       | (14−7)  | Dano 5     | Brest Arena, Brest Asistență: 4.077 Arbitri: Doicinov, Gorețov |
| 9 februarie 2020 20:00 | 2× 1×             | Raport  | 2×         | Brest Arena, Brest Asistență: 4.077 Arbitri: Doicinov, Gorețov |

| 22 februarie 2020 14:30 | IK Sävehof       | 24 − 33 | ŽRK Budućnost | Partille Arena, Partille Asistență: 863 Arbitri: Kijauskaitė, Žalienė |
| 22 februarie 2020 14:30 | Ekenman-Fernis 9 | (17−15) | Raičević 8    | Partille Arena, Partille Asistență: 863 Arbitri: Kijauskaitė, Žalienė |
| 22 februarie 2020 14:30 | 2× 1×            | Raport  | 6× 2×         | Partille Arena, Partille Asistență: 863 Arbitri: Kijauskaitė, Žalienė |

| 22 februarie 2020 20:00 | RK Krim     | 28 − 28 | SCM Râmnicu Vâlcea | Športni park Kodeljevo, Ljubljana Asistență: 1.118 Arbitri: Lidacka, Lesiak |
| 22 februarie 2020 20:00 | Van Kreij 8 | (13−12) | González 7         | Športni park Kodeljevo, Ljubljana Asistență: 1.118 Arbitri: Lidacka, Lesiak |
| 22 februarie 2020 20:00 | 3×          | Raport  | 3× 2× 1×           | Športni park Kodeljevo, Ljubljana Asistență: 1.118 Arbitri: Lidacka, Lesiak |

| 23 februarie 2020 20:00 | Brest Bretagne HB | 28 − 29 | Győri Audi ETO KC | Brest Arena, Brest Asistență: 4.077 Arbitri: Florescu, Stoia |
| 23 februarie 2020 20:00 | Foppa, Gros 7     | (15−14) | Kristiansen 9     | Brest Arena, Brest Asistență: 4.077 Arbitri: Florescu, Stoia |
| 23 februarie 2020 20:00 | 3×                | Raport  | 4×                | Brest Arena, Brest Asistență: 4.077 Arbitri: Florescu, Stoia |

| 29 februarie 2020 15:00 | SCM Râmnicu Vâlcea | 28 − 20 | IK Sävehof | Sala Sporturilor „Traian”, Râmnicu Vâlcea Asistență: 2.150 Arbitri: Praštalo, Balvan |
| 29 februarie 2020 15:00 | González 7         | (16−10) | Lagerbon 5 | Sala Sporturilor „Traian”, Râmnicu Vâlcea Asistență: 2.150 Arbitri: Praštalo, Balvan |
| 29 februarie 2020 15:00 | 3× 1×              | Raport  | 1×         | Sala Sporturilor „Traian”, Râmnicu Vâlcea Asistență: 2.150 Arbitri: Praštalo, Balvan |

| 29 februarie 2020 16:00 | Brest Bretagne HB | 37 − 26 | RK Krim     | Brest Arena, Brest Asistență: 3.770 Arbitri: Fremstad, Pedersen |
| 29 februarie 2020 16:00 | Foppa 8           | (19−14) | Van Kreij 6 | Brest Arena, Brest Asistență: 3.770 Arbitri: Fremstad, Pedersen |
| 29 februarie 2020 16:00 | 2× 1×             | Raport  | 5× 1×       | Brest Arena, Brest Asistență: 3.770 Arbitri: Fremstad, Pedersen |

| 1 martie 2020 18:00 | ŽRK Budućnost | 27 − 28 | Győri Audi ETO KC | Centrul Sportiv Morača, Podgorica Asistență: 3.100 Arbitri: Ilieva, Karbeska |
| 1 martie 2020 18:00 | Radičević 7   | (17−12) | Bulatović 8       | Centrul Sportiv Morača, Podgorica Asistență: 3.100 Arbitri: Ilieva, Karbeska |
| 1 martie 2020 18:00 | 2× 3×         | Raport  | 1× 4×             | Centrul Sportiv Morača, Podgorica Asistență: 3.100 Arbitri: Ilieva, Karbeska |

| 7 martie 2020 17:00 | Győri Audi ETO KC | 35 − 29 | SCM Râmnicu Vâlcea | Audi Aréna, Győr Asistență: 5.329 Arbitri: Monitillo, Simone |
| 7 martie 2020 17:00 | Oftedal 6         | (20−15) | trei jucătoare 5   | Audi Aréna, Győr Asistență: 5.329 Arbitri: Monitillo, Simone |
| 7 martie 2020 17:00 | 4× 1×             | Raport  | 4× 3×              | Audi Aréna, Győr Asistență: 5.329 Arbitri: Monitillo, Simone |

| 7 martie 2020 20:00 | RK Krim  | 29 − 23 | ŽRK Budućnost | Športni park Kodeljevo, Ljubljana Asistență: 0 (din motive de carantină) Arbitri: Carvalho, Freitas |
| 7 martie 2020 20:00 | Zulić 10 | (14−13) | Radičević 6   | Športni park Kodeljevo, Ljubljana Asistență: 0 (din motive de carantină) Arbitri: Carvalho, Freitas |
| 7 martie 2020 20:00 | 6× 3×    | Raport  | 5×            | Športni park Kodeljevo, Ljubljana Asistență: 0 (din motive de carantină) Arbitri: Carvalho, Freitas |

| 8 martie 2020 16:00 | IK Sävehof | 17 − 29 | Brest Bretagne HB | Partille Arena, Partille Asistență: 0 (din motive de carantină) Arbitri: Antić, Jakovljević |
| 8 martie 2020 16:00 | Lagerbon 4 | (5−17)  | Gros 6            | Partille Arena, Partille Asistență: 0 (din motive de carantină) Arbitri: Antić, Jakovljević |
| 8 martie 2020 16:00 | 4× 2×      | Raport  | 2× 1×             | Partille Arena, Partille Asistență: 0 (din motive de carantină) Arbitri: Antić, Jakovljević |